# Ріхард Фарда
Ріхард Фарда (чеськ. Richard Farda; нар. 8 листопада 1945, Брно, Чехословаччина) — чехословацький хокеїст, правий нападник.
Чемпіон світу 1972. Член зали слави чеського хокею з 2010 року.

## Клубна кар'єра
1962 року дебютував у чемпіонаті Чехословаччини у складі «Спартака» із Брно. Військову службу проходив у їглавській «Дуклі» (1963–1965). Дев'ять сезонів захищав кольори клубу ЗКЛ (Брно). Чудово взаємодіяв з Йозефом Черним. Чемпіон Чехословаччини 1966 року. Всього в лізі провів 402 матчі (182 голи). Тричі поспіль здобував кубок європейських чемпіонів (1966–1968).
У 1974 році Ріхард Фарда та гравець «Слована» Вацлав Недоманський, першими з хокеїстів країн Варшавського договору, втекли до Північної Америки. Заокеанську кар'єру розпочав у команді Всесвітньої хокейної асоціації «Торонто Торос». За цей клуб, до речі, грав легендарний Френк Маховлич. По завершенні сезону 1975/76 команда переїжджає до Алабами та змінює назву на «Бірмінгем Буллз». Всього в ВХА, за три сезони, провів 178 ігор, набрав 120 очок (34 голи + 86 результативних передач) та отримав 12 штрафних хвилини.
В подальшому виступав за швейцарські клуби «Серветт» із Женеви (1977–1978) та «Цюрих» (1978–1980).

## Виступи у збірній
У складі національної збірної здобув бронзову нагороду на Олімпійських іграх 1972 у Саппоро.
Брав участь у шести чемпіонатах світу та Європи (1969–1974). Чемпіон світу 1972; другий призер 1971, 1974; третій призер 1969, 1970, 1973. На чемпіонатах Європи — дві золоті (1971, 1972), одна срібна (1974) та три бронзові нагороди (1969, 1970, 1973).
На чемпіонатах світу та Олімпійських іграх провів 59 матчів (16 закинутих шайб), а всього у складі збірної Чехословаччини — 149 матчів (49 голів).

## Тренерська діяльність
В останньому чемпіонаті Чехословаччини очолив клуб «Оломоуц». До 2006 року працював головним тренером чеських команд «Славія» (Прага), «Комета» (Брно), «Гавіржов Пантерс»‎, «Вітковіце» (Острава), «Кераміка» (Пльзень), «Енергія» (Карлові Вари) та «Дукла» (Їглава).

## Досягнення
| Нагороди                     | Команда          | Кіл. | Роки             |
| ---------------------------- | ---------------- | ---- | ---------------- |
| Олімпійські ігри             |                  |      |                  |
| Бронза                       | Чехословаччина   | 1    | 1972             |
| Чемпіонат світу              |                  |      |                  |
| Золото                       | Чехословаччина   | 1    | 1972             |
| Срібло                       | Чехословаччина   | 2    | 1971, 1974       |
| Бронза                       | Чехословаччина   | 3    | 1969, 1970, 1973 |
| Чемпіонат Європи             |                  |      |                  |
| Золото                       | Чехословаччина   | 2    | 1971, 1972       |
| Срібло                       | Чехословаччина   | 1    | 1974             |
| Бронза                       | Чехословаччина   | 3    | 1969, 1970, 1973 |
| Кубок європейських чемпіонів |                  |      |                  |
| Володар                      | ЗКЛ (Брно)       | 3    | 1966, 1967, 1968 |
| Чемпіонат Чехословаччини     |                  |      |                  |
| Золото                       | ЗКЛ (Брно)       | 1    | 1966             |
| Срібло                       | ЗКЛ (Брно)       | 3    | 1968, 1969, 1971 |
| Бронза                       | «Дукла» (Їглава) | 1    | 1964             |
| Бронза                       | ЗКЛ (Брно)       | 2    | 1967, 1970       |